# Tianeti (municipalité)
La municipalité de Tianeti (en géorgien : თიანეთის მუნიციპალიტეტი) est un district de la région de Mtskheta-Mtianeti en Géorgie, dont la ville principale est Tianeti. Au recensement de 2014, il comptait 9 468 habitants.